# Katedra Najświętszej Maryi Panny w Osace
Katedra Najświętszej Maryi Panny w Osace (jap. 大阪カテドラル聖マリア大聖堂 Ōsaka Katedoraru Sei Maria Daiseidō), katedra w Osace (jap. 大阪カテドラル Ōsaka Katedoraru), katedra katolicka w Tamatsukuri (jap. カトリック玉造教会 Katorikku Tamatsukuri Kyōkai) – siedziba arcybiskupia Kościoła rzymskokatolickiego w Osace, położona w dzielnicy Tamatsukuri.

## Historia
Początkowo wybudowana jako kościół Świętej Agnieszki w 1894. Spalony podczas nalotów w czasie II wojny światowej, kościół został odbudowany w 1963 jako obecna okazała katedra Najświętszej Maryi Panny w Osace. Kościół znajduje się na terenie dawnej rezydencji daimyō (pana feudalnego) z rodu Hosokawa. Kamienne posągi Gracii Hosokawy i Ukona Takayamy, japońskich chrześcijan, znajdują się na placu przed katedrą. Wewnątrz katedry znajduje się malowidło ścienne zatytułowane „Pani Gracia podczas ostatniego dnia” namalowane później przez Domoto Insho. Gracia Hosokawa, trzecia córka daimyō Mitsuhi Akechiego, poślubiła Tadaoki Hosokawę i później została ochrzczona. Popełniła samobójstwo po odmówieniu pozostania w zamku Ōsaka jako zakładnik podczas bitwy pod Sekigaharą w 1600. Ukon Takayama, chrześcijański daimyō rządzący obszarem Takatsuki, nie wyrzekł się swej wiary wtedy, gdy chrześcijaństwo zostało zakazane, i został zesłany do Manili. 100 katedralnych witraży przedstawia życie Jezusa Chrystusa i Maryi Dziewicy. W katedrze są organy składające się z 2400 piszczałek.